# 아케이드 시스템
아케이드 시스템 기판(영어: arcade system board)이란 아케이드 게임에 사용되는 전자 회로 기판, 혹은 그것에 각종 전자부품을 탑재한 상태의 입출력 장치를 사용한 아케이드 게임 시스템의 형식이다. 게임 용어로 간단히 "기판"이라 하는 경우, 대부분 아케이드 게임 기판을 가리킨다.

## 아케이드 시스템 보드

### 아케이드 시스템 설계
새로운 게임을 만들 때마다 보드를 설계하고 비용이 소요되기 때문에 많은 경우 주요 회로를 공통 부분으로서 사용하고 게임에 의해 프로그램 ROM을 교체하는 등 효율화를 도모한다. 이때 일반적으로 사용하는 기반이 되는 기판을 시스템 보드 또는 마더 보드라고 부른다. 가정용 게임기로 말하면, 시스템 보드가 게임기 본체, 게임 부분이 카트리지 나 CD-ROM에 해당한다.
일반 보드가 12만 엔에서 30만 엔 정도인데 비해 소프트의 경우는 대략 반값 시세이기 때문에 기판 부분이 저렴한 경우 전용 보드로 판매하는 것이 이익률이 높다. 따라서 시스템 보드로 판매되는 이유 중 하나는 강력한 기판에 도입 비용은 높지만, 나중에 고기능을 살린 소프트웨어를 저렴하게 공급한다는 광고가 이루어진다.
그러나 인기작의 경우엔 기판과 세트로 발매일 쪽이 빨리 설정되기 때문에 메리트를 그다지 받지 못하는 경우도 많다. 또한 시스템 보드에서 대히트작이 나올 경우 추가 생산시 비용을 줄이기 위해 사용하지 않는 기능을 생략한 전용 보드를 만들고 원가를 줄이는 방안도 행해진다. 또 다른 이유로는 게임 교환의 간편함과 비용 절감을 추구한 것인데 이것은 감각적으로 가정용 게임기에 가까운 것이며 그다지 고기능이 아닌 경우도 있다.

### 복사 대책과 업데이트
시스템 보드를 사용하여 개발 비용을 줄일 수 있지만 동시에 시스템 보드의 성능 이상을 요구하는 게임은 개발할 수가 없다. 따라서 컴퓨터의 성능 상승에 따라 3~5년 사이에 시스템 보드를 개발하는 경우가 많다. 또한 새로운 기판이 개발된 후에도 그다지 스펙을 요구하지 않는 게임이라면 이전 보드 사용자를 대상으로 제작하여 저렴하게 판매할 수 있다.
또한 무단 복제 복사업자가 나타난 경우에는 기판을 변경하는 경우도 많다. 복사 대책의 하나로 특수USB가 채용되고 있다. 크기가 커서 설치에 시간이 걸리는 게임의 경우, 케이스 부분이 가동 개시일보다 빨리 게임 센터에 도착하도록 하면서도 나중에 발송되는 특수USB만 가동 개시일에 도착하도록 발송하는 수법이 취해지고 있다.
초기의 시스템 보드는 보드에 장착된 ROM을 직접 교환하는 방식을 취하고 있었지만, 후세대엔 게임 부분을 서브 보드로 공급하는 방식이 보급됐다. 더 후세대가 되면 롬 카트리지, CD-ROM 등으로 공급하는 방식도 등장하고 있다. 최근에는 DVD-ROM이나 하드 디스크에 공급되는 것도 등장하고 있다.
또한 하드 디스크를 채용하고, 게다가 네트워크에 연결되어 있는 게임의 경우에는 네트워크를 통해서 게임의 업데이트를 실시하는 것이 많다. 2000년대 이후는 세가 사미 · 남코 · 타이토 · 코나미 등의 각사에서 판매를 계속하고 있다.

## 호환형 아케이드 시스템
아케이드 게임 기판은 각 메이커가 전문 분야를 살리기 위해, 또는 가정용 게임기와의 차별화를 위해 성능을 중시한 전용에 가까운 하드가 설계하였다. 반면 호환 기판은 가정용 게임기의 기술을 응용하여 기판의 성능에서 차별화보다 가격면에서 유리함을 살리는 것에 주안점을 뒀다. 가정용 게임기의 성능이 향상됨에 따라 점차 양자의 성능 차이는 적은 방향으로 변모하게 되었다.
MVS 및 NEO - GEO 은 업무용과 가정용으로 하드웨어 스펙이 동일 ( 초기 메모리 카드 대응 타이틀은 세이브 데이터도 호환 처리, 게다가 초기 타이틀 내에서는 업무용 OP 가격 및 가정용 소매 가격이 동일 ) 라는 특수한 예이다.
1990년대 초반부터 선두를 달리던 제조 업체들은 자신의 3D CG 기판을 개발하지만, 하드웨어의 성능 향상의 어려움으로 기판을  대형화 · 고가격화하고 대형 케이스 등으로 밖에 활용할 수 없는 것이 되어 있었다. 그 타개책으로서 높은 성능과 낮은 가격을 겸비하고 성공하고 있던 당시의 가정용 게임기의 3D CG 기술을 업무용 보드에 응용하는 길을 선택했다.
쌍방 아키텍처가 공통되고 있는 경우가 많기 때문에, 아케이드에서 가정용으로의 이식이 비교적 쉽게 되었다. 그러나 이것이 화가 되어 아케이드 플레이어의 급락과 게임 센터에서 운영되는 비디오 게임의 급락을 불렀다. 따라서 잠재 판매량이 기존보다 적게 예상되어, 기판의 비용 절감 효과를 그다지 받을 수 없게 되었다.
이 때문에 시장 축소에 따라 메이커가 설정하는 기판의 가격이 상승하게 되었다. 이로 인해 2000년대 이후엔 기판을 독자 설계하는 비용 상의 이점이 완전히 없어져 PC 호환 범용 OS 기반의 게임용 보드가 각사에서 발매되는 경우가 많아지게 되었다.

## 같이 보기
| - 아케이드 기판 - 세가 - 남코 - 코나미 - 타이토 | - 가정용 게임기 - 세가 - 닌텐도 - 소니 - MS | - 휴대용 게임기 - 닌텐도 DS - 닌텐도 3DS - PSP 1000 - PSP Vita |